# Simon Helg
Simon Tomas Helg (Eskilstuna, 10 aprile 1990) è un calciatore svedese, centrocampista dell'IFK Eskilstuna.

## Carriera
Helg ha svolto il settore giovanile nella sua città natale, tra Skogstorps GoIF e IFK Eskilstuna.
Nel novembre 2006 ha annunciato il suo passaggio all'Hammarby a partire dal successivo 1º gennaio. In primo luogo il diciassettenne Helg giocava nell'Hammarby Talang FF, squadra di sviluppo dei biancoverdi impegnata nei campionati minori, ma l'8 ottobre 2007 ha debuttato in prima squadra e al tempo stesso in Allsvenskan, partendo titolare nella sconfitta casalinga per 0-2 contro l'Helsingborg. All'inizio della stagione 2009 la società biancoverde ha deciso di prolungargli il contratto fino al termine del 2012. Nella stessa annata ha trovato il campo con maggiore regolarità, partendo dall'inizio in 16 occasioni sulle 23 presenze totali. Nel 2010 ha avuto ancora maggiore spazio, considerando comunque che il club nel frattempo era sceso in Superettan.
A partire dalla stagione 2012 è un giocatore del GIF Sundsvall. La squadra retrocederà anch'essa in Superettan, nonostante una doppietta di Helg nell'inutile vittoria per 4-3 nello spareggio salvezza di ritorno. Ha continuato a militare nel GIF Sundsvall anche negli anni seguenti, tra seconda e prima serie nazionale, fino al 2015.
Dal 2016 è passato all'Åtvidaberg, squadra reduce dalla retrocessione in Superettan. Qui è rimasto due stagioni, poi si è trasferito in un'altra squadra di Superettan, l'Öster, rimanendo anche qui per due stagioni.
Nel febbraio 2020, alla soglia dei 30 anni, è sceso in terza serie al Brommapojkarna che era appena retrocesso pochi mesi prima. Qui è rimasto per due stagioni, conquistando la promozione al termine della Ettan 2021 durante la quale però ha giocato solo 3 partite da titolare e 20 da subentrante.